# Einar Hylin
Oskar Einar Hylin, född 26 augusti 1902 i Jakobs församling, Stockholm, död 29 mars 1975 i Danderyd, var en svensk kompositör. Han har varit verksam under pseudonymerna Ted Cardigan och Nic Harmon

## Biografi

### Karriär
Hylin började tidigt ägna sig åt musik och bedrev idoga studier, även om han hade siktet inriktat på det merkantila. Efter att ha genomgått Handelshögskolan i Stockholm och Kungliga Musikkonservatoriet blev han anställd vid Sidenhuset, där han under många år var kamrer. Under senare delen av sitt liv var han under några år verksam som musikförläggare inom Abraham Lundquist AB musikförlag. Han blev medlem av SKAP 1939 och var föreningens ordförande mellan 1942 och 1965. Under dessa år nedlade han ett betydande och framgångsrikt arbete för att stärka föreningens ställning och förbättra populärauktorernas ekonomiska villkor.
Han skrev en del schlagermelodier av vilka sjömansvalsen ”Svenske Holger” med text av Ejnar Westling och ”Sista hyran” med text av Paddock torde ha blivit mest populära. Annars gjorde han sina främsta insatser som kompositör inom underhållningsmusiken, där stycken som ”Cupido dansar”, ”En dag i staden”, ”Serenade romantique” blev mycket spelade. Han komponerade också marscherna ”Göta Lejon” och ”Tre Kronor i skölden” och en del av melodierna till vissamlingen ”Tistel och lavendel”.
Vidare kan nämnas att Hylin förutom ett antal styrelseuppdrag i näringslivet var ledamot Stim 1942-65, var ledamot av Nämnden för inspelning av svensk musik 1962–1965, satt i juryn för Eurovisionsschlagerfestivalen, ledamot i Konstnärsstipendienämnden 1963, innehavare av Vasaorden och blev SKAP-stipendiat 1968.

### Privatliv
Hylin gifte sig 1924 med Sonja Lindh (född 1900), dotter till trädgårdsmästaren Otto Lind, och fick med henne tre barn. Efter skilsmässa gifte han sig 1950 med Inga-Lisa Rosdahl (född 1928), dotter till lantbrukaren H. Rosendahl, och fick även med henne tre barn. 

## Utmärkelser
- Riddare av Vasaorden[4]
- Patriotiska Sällskapets guldmedalj[4]